# Sheldon Solow
Sheldon Henry Solow, född 20 juli 1928 i Brooklyn i New York, död 17 november 2020 i New York, var en amerikansk fastighetsmagnat baserad i New York. Han finansierade bland annat bygget av Solow Building, som stod färdigt 1974.
Den amerikanska ekonomitidskriften Forbes rankade den 17 november 2020 Solow som världens 167:e rikaste med en förmögenhet på 4,4 miljarder amerikanska dollar.
Han var gift med skulptören och smyckedesignern Mia Fonssagrives, som är dotter till den svenska supermodellen Lisa Fonssagrives. Solow var en stor konstsamlare och hade verk från bland annat Balthus, Sandro Botticelli, Alberto Giacometti, Franz Kline och Henri Matisse. I februari 2012 sålde han en målning av Francis Bacon för 33,5 miljoner dollar, en skulptur av Henry Moore för 30,1 miljoner dollar och en målning av Joan Miro för 26,6 miljoner dollar och ett år senare även en målning av Amedeo Modigliani för 42,1 miljoner dollar. I maj 2015 sålde han skulpturen "Pointing man" av Giacometti för rekordsumman 141,3 miljoner dollar varav 15,3 miljoner dollar i avgift till Christie's. Hans privata konstsamling återfinns på bottenvåningen i Solow Building, där han har byggt ett privat konstgalleri som är dock helt synligt för allmänheten via fönstertittning.